# Pend d'Oreilles
Cet article possède un paronyme, voir Boucle d'oreille (homonymie).

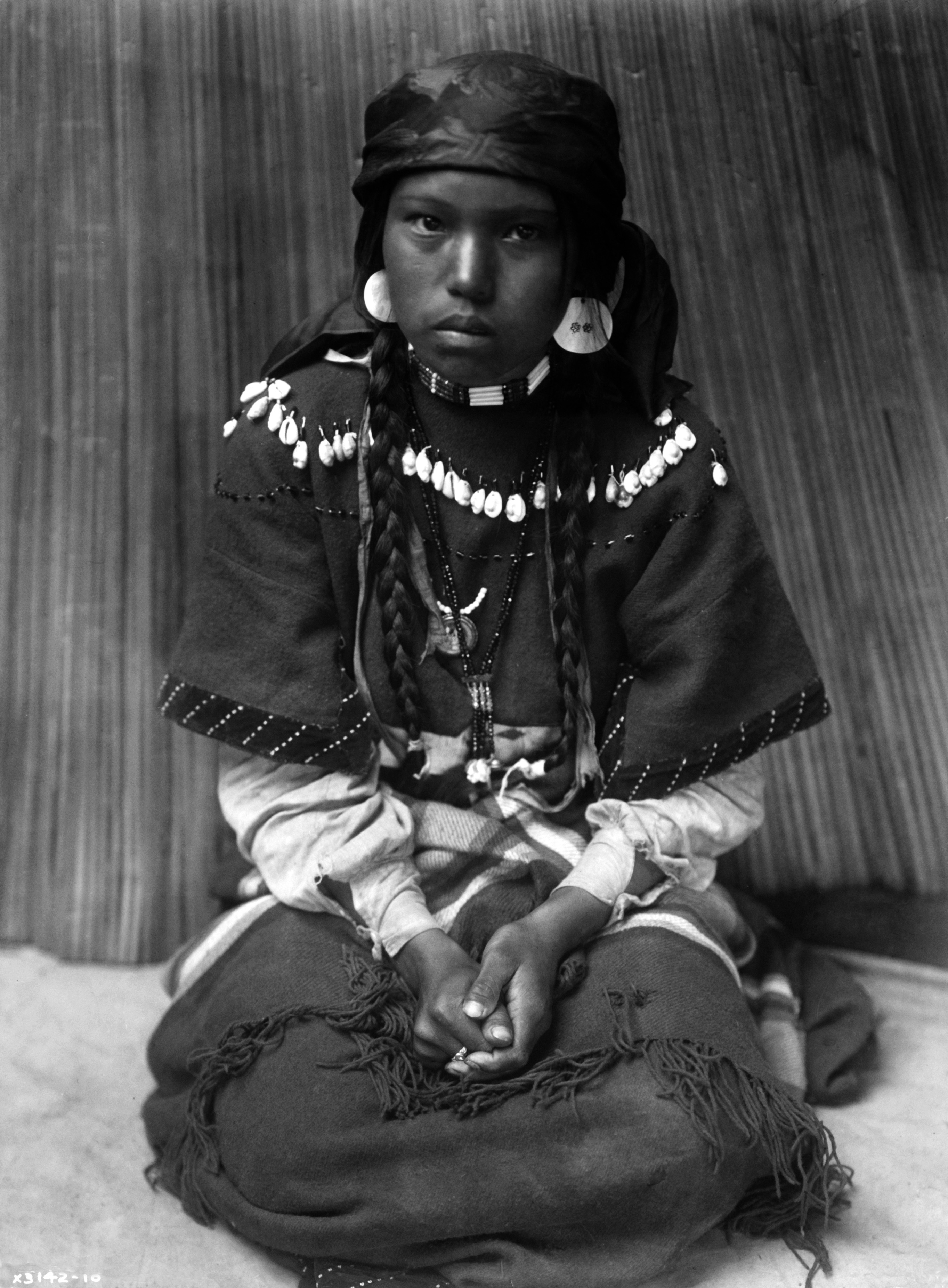
Une jeune fille de la tribu des Pend d'Oreilles.

Les Pend d'Oreilles, également connus sous le nom de Kalispels, sont un peuple amérindien qui vivait à l'origine à la limite de l'État de Washington, de l'État de l'Idaho et de l'État du Montana, autour du lac Pend Oreille et de la rivière Pend Oreille.
Il s'unirent à la tribu des Têtes-Plates pour former la Confédération des Tribus Salih et Kootenai (Confederated Salish and Kootenai Tribes of the Flathead Nation).
Le nom « Pend d'Oreille » est d'origine française. Il leur fut donné par les trappeurs et coureurs des bois français et Canadiens français à l'époque de la Louisiane française, car ce peuple portait des coquillages suspendus à leurs oreilles.
La majeure partie de la réserve amérindienne des Pend d'Oreilles est située au nord-ouest de Newport, et dans le centre du Comté de Pend Oreille. 
La principale réserve s'étend sur 18 638 km2, elle forme une bande de terre le long de la rivière Pend Oreille, à l'ouest de la frontière des États de Washington et d'Idaho. Il y a également une parcelle de terrain dans la partie occidentale de la région métropolitaine de la ville de Spokane, avec une superficie de 0,202 km2. La superficie totale des terres de la réserve indienne Kalispel est de 18 840 km2.
Les Pend d'Oreilles étaient généralement pacifiques. Ils fabriquaient des outils et des armes avec des pierres et du silex. Pour le logement, les Pend d'Oreilles vivaient dans des tipis en été, ainsi que dans des cabanes ou cases en hiver. Ces maisons sont toutes construites avec des branches de typha, plante qui pousse en abondance dans cette région.
Leur langue est rattachée au groupe linguistique kalispel, de la famille linguistique salish.